# Armen open (single)
Armen open is de tweede single van Guus Meeuwis van zijn gelijknamige studioalbum Armen Open. Bij de uitgifte van het album werd voorspeld dat dit nummer ook als eerste single zou volgen. Echter het platenlabel koos voor Dit lied. Later in 2011 kondigde Meeuwis zelf aan dat Armen open ook als single zou volgen. Kort nadat het was uitgegeven stond het direct in de Nederlandse Single Top 100 om daar (relatief) snel weer uit te verdwijnen. De single haalde de Nederlandse Top 40 niet en bleef op nummer drie in de Tipparade steken.

## Hitnotering

### NederlandseSingle Top 100
| Hitnotering: 25-06-2011 t/m 30-07-2011 | Hitnotering: 25-06-2011 t/m 30-07-2011 | Hitnotering: 25-06-2011 t/m 30-07-2011 | Hitnotering: 25-06-2011 t/m 30-07-2011 | Hitnotering: 25-06-2011 t/m 30-07-2011 | Hitnotering: 25-06-2011 t/m 30-07-2011 | Hitnotering: 25-06-2011 t/m 30-07-2011 | Hitnotering: 25-06-2011 t/m 30-07-2011 |
| Week:                                  | 1                                      | 2                                      | 3                                      | 4                                      | 5                                      | 6                                      |                                        |
| -------------------------------------- | -------------------------------------- | -------------------------------------- | -------------------------------------- | -------------------------------------- | -------------------------------------- | -------------------------------------- | -------------------------------------- |
| Positie:                               | 1                                      | 32                                     | 97                                     | 100                                    | 100                                    | 95                                     | uit                                    |

### NPO Radio 2 Top 2000
| Nummer met noteringen in de NPO Radio 2 Top 2000 | '11  | '12  |
| ------------------------------------------------ | ---- | ---- |
| Armen open                                       | 1222 | 1355 |

1. ↑  Een vetgedrukt getal geeft de hoogste notering aan.
2. ↑  2011 was het eerste jaar met een notering voor dit nummer.
3. ↑  Deze tabel is bijgewerkt tot en met de laatste editie (2024).